# Friso
Friso is een jongensnaam, een latinisering van Fries. Mogelijk is de naam verbonden aan een vroegmoderne historiografie die beweerde dat Friesland genoemd zou zijn naar een legendarisch stichter van dezelfde naam.
De naam won in Nederland sterk in populariteit toen in 1968 de pasgeboren prins Friso deze naam meekreeg.

## De mythe
De mythische Friso was de zoon van de Indiase koning Adel, een afstammeling van Sem, de zoon van Noach. Wegens overbevolking leidden Friso en zijn broers Saxo en Bruno een deel van het volk met schepen naar het Macedonië van Philippus, de vader van Alexander de Grote. Friso deelde in de overwinningen van laatstgenoemde, maar reisde toen met broers en volk verder via de Straat van Gibraltar naar het tegenwoordige Nederland. Ze bouwden een tempel voor hun god Stavo en Stavoren werd Friso's residentie. Hij werd rond 320 v. Chr. gekroond en was Frieslands eerste koning. Hij regeerde 68 jaar. Zijn broer Saxo trok oostwaarts en werd de stamvader van de Saksen, terwijl Bruno stichter werd van Brunswijk. Friso's kleinzoon Gruno werd de stichter van Groningen. 
Deze renaissancistische oorsprongsmythe werd in 1590 door Suffridus Petrus (1527-1597) gepubliceerd. Na hem nam Pier Winsemius (1586-1644) het verhaal over in zijn Chronique ofte historische geschiedenis van Vrieslant. Volgens de renaissancistische oorsprongsmythe van Suffridus Petrus (1527-1597) stamden de Friezen van koning Friso, de zoon van de Indiase koning Adel, een afstammeling van Noach. Deze, op basis van verzonnen kronieken en apocriefe verhalen samengestelde, mythe werd echter reeds in de 17de eeuw door de Friese historicus Ubbo Emmius verworpen en afgedaan als een compleet verzinsel en binnen de moderne geschiedschrijving wordt het verhaal van Suffridus Petrus eveneens als onzinnig beschouwd.
- Friso
- Friso-Frankisch
- Friso-Franko-Saksisch
- Friso-Saksisch
- Friso-Saksische dialecten
- Friso-frankisch
- Friso-franko-saksisch
- Friso (schip uit 1915)
- Friso Boode
- Friso Bos
- Friso Emons
- Friso Frankisch
- Friso Henstra
- Friso Kramer
- Friso Kramer 1
- Friso Kramer 2
- Friso Kramer I
- Friso Kramer II
- Friso Kramer LED
- Friso Kramer Paalkoparmatuur
- Friso Kramer Paaltoparmatuur
- Friso Kramer lantaarnpaal
- Friso Kramer straatlantaarn
- Friso Mando
- Friso Meeter
- Friso Nijboer
- Friso Theater
- Friso Wiegersma
- Friso Wielenga
- Friso de Zeeuw
- Friso den Hertog
- Friso frankisch
- Friso ten Holt
- Friso van Oranje-Nassau van Amsberg
- Friso van Vemde Oudejans
- Frisofrankisch
- Frisol
- Frisol-Flair Plastics
- Frisol-G.B.C.
- Frisol-Gazelle
- Frisol-Thirion-Gazelle
- Frisol (wielerploeg)
- Frisoni
- Frisonia
- Frisonia picticeps
- Frisoven